# Aleš Žemva
Aleš Žemva, slovenski zdravnik internist, kardiolog * 6. julij 1948, Bled.

## Življenje in delo
Po diplomi na Medicinski fakulteti v Ljubljani (1973) je prav tam tudi doktoriral (1988). Strokovno se je izpopolnjeval v ZDA (1989-1990). Leta 1975 se je zaposlil v bolnišnici dr. Petra Držaja Univerzitetnega kliničnega centra v Ljubljani. Predava na ljubljanski MF, od 2002 kot redni profesor za interno medicino.  Dr. Žemva je med drugim tudi avtor knjige Farmakoterapija arterijske hipertenzije.(COBISS)

## Glej udi
- seznam slovenskih zdravnikov